# Fox Animation Studios
Fox Animation Studios je američki animacijski studio, dio 20th Century Foxa, osnovali su ga animatori Don Bluth i Gary Goldman. Prvi film proizveden nakon dulje stanke i pod novim imenom bio je "Fantastični gospodin Lisac".

## Filmografija
- Anastazija (1997.)
- Ferngully 2: Spas u zadnji čas (1998.)
- Bartok veličanstveni (1999.)
- Titan A.E. (2000.)
- Fantastični gospodin Lisac (2009.)

## Unutarnje poveznice
Srodni studiji:
- Amblimation
- MGM Animation
- Sullivan Bluth Studios
- Universal Animation Studios